# FC Dacia Chișinău
El FC Dacia Chișinău és un club moldau de futbol de la ciutat de Chișinău.